# Alexandre Widmer
Pour les articles homonymes, voir Widmer.
Alexandre Widmer est un mixeur français.

## Biographie
Il fait des études au Conservatoire libre du cinéma français, dont il sort diplômé en 1995.
En 2012, il fait partie des créateurs de la société de postproduction Ink Production, qui devra déposer le bilan en 2016. Depuis il a créé une autre société de production, Third,.

## Filmographie (sélection)

### Cinéma
- 2002 : Mille millièmes de Rémi Waterhouse
- 2002 : La Sirène rouge d'Olivier Megaton
- 2008 : L'Ennemi public n° 1 de Jean-François Richet
- 2008 : L'Instinct de mort de Jean-François Richet
- 2008 : Taken de Pierre Morel - 2007
- 2011 : Bienvenue à bord d'Éric Lavaine
- 2012 : Les Invisibles de Sébastien Lifshitz
- 2012 : Louise Wimmer de Cyril Mennegun
- 2014 : Libre et assoupi de Benjamin Guedj
- 2015 : Les Chaises musicales de Marie Belhomme
- 2017 : La Mécanique de l'ombre de Thomas Kruithof

### Télévision
- Série Rose (Hercule aux pieds d'Omphale)

- 2010 : La Commanderie (7 épisodes)
- 2011 : Xanadu (8 épisodes)
- 2012-2015 : Les Revenants (12 épisodes)
- 2013-2016 : Un village français (10 épisodes)
- 2014-2015 : Ainsi soient-ils (16 épisodes)

## Distinctions

### Récompenses
- César 2009 : César du meilleur son pour L'Instinct de mort et L'Ennemi public nº 1